# Lijst van voetbalinterlands Amerikaans-Samoa - Australië (vrouwen)
Deze lijst van voetbalinterlands is een overzicht van alle officiële voetbalinterlands tussen de nationale vrouwenteams van Amerikaans-Samoa en Australië. De landen hebben tot nu toe één keer tegen elkaar gespeeld.

## Wedstrijden
| № | Plaats   | Datum          | Competitie                   | Wedstrijd                    | Uitslag |
| - | -------- | -------------- | ---------------------------- | ---------------------------- | ------- |
| 1 | Auckland | 9 oktober 1998 | Oceanisch kampioenschap 1998 | Amerikaans-Samoa − Australië | 0 − 21  |

## Samenvatting
| Competitie              | Totaal gespeeld | Winst Amerikaans-Samoa | Gelijk | Winst Australië | Doelsaldo Amerikaans-Samoa – Australië |
| ----------------------- | --------------- | ---------------------- | ------ | --------------- | -------------------------------------- |
| Oceanisch kampioenschap | 1               | 0                      | 0      | 1               | 0 − 21                                 |
| Totaal                  | 1               | 0                      | 0      | 1               | 0 − 21                                 |